# Шульте, Кристиан
Кристиан Густав Пауль Шульте (нем. Christian Gustav Paul Schule; 30 июля 1912, Киль, Германская империя — 27 июня 1988, Франкфурт-на-Майне, ФРГ) — оберштурмфюрер СС, адъютант командира айнзацгруппы C Отто Раша.

## Биография
Кристиан Шульте родился 30 июля 1912 года в семье мастера-столяра. В Киле посещал народную школу и реальное училище до смерти отца в 1925 году. Из-за затруднительного экономического положения он был переведён в среднюю школу, которую окончил весной 1930 года, получив аттестат о среднем общем образовании. Шульте начал двухгодичную практику на машинной фабрике, которую в 1931 году пришлось прервать из-за закрытия фирмы. После окончания практики в ноябре 1933 года ему не хватило денежных средств для посещения машиностроительной школы. Помимо учёбы работал в компании  Deutsche Werke AG в Киле.
9 ноября 1931 года присоединился к Штурмовым отрядам (СА). 1 декабря 1931 года вступил в НСДАП (билет № 753374). В июле 1934 года был зачислен в аппарат СД, а 1 октября 1934 года — в ряды СС (№ 107202). В секции СД «Ост» в Берлине служил в экономическом отделе, который фактически возглавлял с мая 1936 по октябрь 1938 года. Кроме того, Шульте подал заявку на прохождение обучения в имперской академии физической культуры в Берлине. В сентябре 1939 года стал учителем гимнастики и физкультуры после сдачи экзамена. Впоследствии был переведён в кадровое ведомство Главного управления имперской безопасности (РСХА), где полгода проработал в администрации. В мае 1940 года стал референтом по вопросам спорта при инспекторе полиции безопасности и СД в Кёнигсберге.
В июле 1941 года был назначен личным адъютантом Отто Раша, командира айнзацгруппы C. Шульте участвовал в организации массового убийства 33 771 еврея в Бабьем Яру с 29 на 30 сентября 1941 года. До февраля 1942 года служил в зондеркоманде 4a в составе айнзацгруппы C. Впоследствии был офицером связи в 6-й армии вермахта. В мае 1942 года сформировал в Полтаве отдел полиции безопасности и СД, которым руководил до августа 1942 года. К тому времени Шульте стал офицером связи и адъютантом высшего руководителя СС и полиции Россия-Юг. После разногласий с Ганс Адольфом Прютцманом был откомандирован в штаб по борьбе с партизанами на Украине, а затем в 6-е управление РСХА, где в течение нескольких месяцев служил в Организации Цеппелин. Потом служил в различных частях войск СС.
21 июня 1945 года был интернирован в лагере Вольфсбург в Каринтии, а в декабре 1946 года в лагерь Зандбостель. 16 января 1948 года денацификационный суд в Штаде оправдал его за принадлежность к войскам СС. За членство в СД в декабре 1947 года был осуждён на 6 месяцев тюрьмы, которые были засчитаны в срок интернирования. 22 января 1948 года был освобождён. Шульте был неквалифицированным рабочим на стройке, а затем работал на фабрике по производству маргарина. В 1954 году сдавал в аренду гостиницу во Франкфурт-на-Майне. Шульте работал в аэропорту во Франкфурте. С 1967 года был работником налоговой службы в Ханау. 29 ноября 1968 года земельным судом Дармштадта за пособничество в убийстве в двух случаях был приговорён к 4 годам и 6 месяцам заключения в каторжной тюрьме. 5 апреля 1973 года приговор был утверждён Верховным федеральным судом ФРГ и вступил в законную силу. Отбывал наказание в тюрьмах Франкфурта-на-Майне и в Буцбахе. 2 мая 1977 года был условно-досрочно освобождён. 29 мая 1980 года условный срок был отменён.